# Charlestown (hrabstwo Sullivan)
Charlestown – jednostka osadnicza w Stanach Zjednoczonych, w stanie New Hampshire, w hrabstwie Sullivan.